# Nova constitució política de Bolívia
La nova constitució política de Bolívia (NCPE) va ser votada el 10 de desembre de 2007 pel parlament bolivià a proposició del partit Movimiento al Socialismo. Reemplaça la constitució anterior de 1967. Va ser acceptada després de grans aldarulls, ja que l'oposició va marxar de l'hemicicle durant la votació. Tot i així, va ser aprovat per referèndum el 22 de gener de 2009 i portà un gran canvi per a Bolívia i els seus habitants, pels quals suposava un estat i una societat plurals des del punt de vista polític, econòmic, jurídic, cultural i lingüístic.
La constitució anterior, resultat de 19 reformes de la constitució redactada el 6 de novembre de 1826 tenia deficiències multiples de forma com problemas de fons, com ara la seva concepció monocultural i exclusiva. El text fundacional de 1826 era inspirat en la Constitució dels Estats Units, la Constitució de Càdis i la jurisprudència francesa.
La constitució de 2007 reconeix un estat democràtic, participatiu, representatiu i comunitari, sistema democràtic acord amb el socialisme del segle xxi. Reconeix per primera vegada explicítament «un estat plurinacional». També s'estructuren els nous fonaments de l'economia boliviana basats en el treball digne, la reducció de les desigualtats, l'erradicació de la pobresa i la pretecció del medi ambient. Autoritza a l'estat a intervenir durant tot el procés de producció per a garantir-la i l'obliga a superar la dependència de l'exportació de matèries primeres per a promulgar una economia realment productiva.
La propietat privada és reconeguda sempre que no afecti l'interès col·lectiu. Això deixa fora a especuladors, latifundistes i persones amb interessos monopolitzadors o oligopolitzadors. De la mateixa manera es respecta el dret a la successió hereditària i es defensa la inviolabilitat del patrimoni. D'altra banda, es fomenta el treball cooperatiu, la petita empresa, el sector agrari, l'artesanal i els serveis per mitjà de diverses ajudes com ara l'accés al crèdit estatal i diverses ajudes.
S'estableix que el país té un dret irrenunciable sobre el territori que dona accés a l'oceà Pacífic i el seu espai marítim, en referència al territori cedit per Perú i Bolívia a Xile a la fi de la Guerra del Pacífic.